# Franco Ballerini
Pour les articles homonymes, voir Ballerini.
Franco Ballerini (né le 11 décembre 1964 à Florence et mort le 7 février 2010 à Pistoia) est un coureur cycliste italien, mort dans un accident de voiture alors qu'il participait à un rallye dans la région de Larciano, en Toscane. Il est connu pour avoir remporté deux fois la célèbre classique Paris-Roubaix.

## Biographie

### Carrière de coureur
Passé professionnel en 1986 dans l'équipe Magniflex, Franco Ballerini s'affirme rapidement comme un spécialiste des courses d'un jour. Dès sa deuxième saison, il remporte la semi-classique italienne des Trois vallées varésines, puis en 1989 le Grand Prix de Camaiore pour le compte de l'équipe italienne Malvor-Sidi. En 1990, il rejoint l'équipe Del Tongo, et remporte ses premiers succès à l'étranger. Il gagne ainsi la classique belge Paris-Bruxelles, et le Grand Prix des Amériques, comptant pour la Coupe du monde. Il obtient cette année-là ses premiers résultats dans les classiques flandriennes, terminant sur le podium de Gand-Wevelgem et à la 10e place du Tour des Flandres. 
En 1992, Ballerini rejoint GB-MG Maglificio. Après une première saison sans victoire, il monte sur le podium des deux grandes classiques flandriennes, le Tour des Flandres et Paris-Roubaix en 1993, il lèvera même les bras à l’arrivée de cette dernière croyant avoir gagné, Gilbert Duclos-Lassalle étant finalement déclaré vainqueur. En 1994, Ballerini rejoint la grande équipe de classiques Mapei-GB, avec laquelle il se spécialise plus encore dans les classiques pavées, terminant 2e de Gand-Wevelgem, 3e de Paris-Roubaix et 4e du Tour des Flandres. Au cours des saisons suivantes, il remporte deux fois Paris-Roubaix, en 1995 et 1998, profitant chaque fois de la force collective de son équipe. Il l'emporte chaque fois détaché, avec une nette avance sur ses poursuivants, et participe en 1998 à un triplé de son équipe, Andrea Tafi et Wilfried Peeters occupant les deux autres places sur le podium. En 1996, il est suspendu pour dopage.
À partir de son passage chez Lampre en 1999, Ballerini n'obtient plus de résultats notables. Il met fin à sa carrière après une dernière participation à Paris-Roubaix en 2001.

### Carrière de sélectionneur (2001-2010)
À partir de sa retraite en 2001, Ballerini devient sélectionneur de l'équipe de cyclisme d'Italie avec laquelle il remporte quatre titres mondiaux grâce à Mario Cipollini (en 2002 à Zolder), Paolo Bettini (en 2006 et 2007 à Salzbourg et Stuttgart) et 
Alessandro Ballan (2008 à Varèse). Il a aussi permis à Paolo Bettini de remporter le titre olympique à Athènes en 2004. Il meurt le 7 février 2010, victime d'un accident de voiture alors qu'il participait à un rallye en Italie.

## Palmarès

### Palmarès amateur
- 1982
  - 5e du championnat du monde sur route juniors

- 1984
  - Gran Premio Sportivi Poggio alla Cavalla
  - Prologue du Tour de la Vallée d'Aoste (contre-la-montre par équipes)

- 1985
  - Coppa Bologna
  - Gran Premio Vivaisti Cenaiesi

### Palmarès professionnel
| - 1987 - Trois vallées varésines - 1988 - GP Saccolongo - 3ea étape du Tour de Catalogne (contre-la-montre par équipes) - 1989 - Grand Prix de Camaiore - 2e du Tour de Campanie - 2e de la Coppa Placci - 10e du Tour de Lombardie - 1990 - Tour de Campanie - Paris-Bruxelles - Grand Prix des Amériques - Tour du Piémont - 2e du Trophée Matteotti - 3e de Gand-Wevelgem - 3e du Tour de Vénétie - 3e du Chilometro del Corso-Mestre - 4e de la Coupe du monde - 5e de l'Amstel Gold Race - 7e du Championnat de Zurich - 10e du Tour des Flandres - 1991 - 15e étape du Tour d'Italie - Tour de Romagne - 3e de la Coppa Sabatini - 3e du Tour de Lombardie - 3e de Florence-Pistoia - 5e de Paris-Roubaix - 7e de la Coupe du monde - 8e du Tour des Flandres - 1992 - 2e du Tour de Campanie - 9e du Tour des Flandres - 1993 - 2ea étape de la Hofbrau Cup (contre-la-montre par équipes) - 4e étape du Tour de France (contre-la-montre par équipes) - 2e d'À travers la Belgique - 2e de la Flèche brabançonne - 2e de Paris-Roubaix - 3e de Coppa Bernocchi - 6e du Tour des Flandres - 7e de Milan-San Remo - 7e de la Coupe du monde | - 1994 - 2e de Gand-Wevelgem - 2e de Paris-Bruxelles - 3e de Paris-Roubaix - 4e du Tour des Flandres - 9e de la Coupe du monde - 1995 - Circuit Het Volk - Paris-Roubaix - 10e du Tour des Flandres - 1996 - Grand Prix de Wallonie - 5e étape du Tour d'Autriche - 3e du Tour d'Autriche - 5e de Paris-Roubaix - 1997 - 3e du Tour des Flandres - 1998 - Paris-Roubaix - 2e de Tirreno-Adriatico - 8e du Tour des Flandres - 9e de la Coupe du monde - 1999 - 8e de la HEW Cyclassics - 2000 - 8e de Paris-Roubaix |  |

## Résultats sur les grands tours

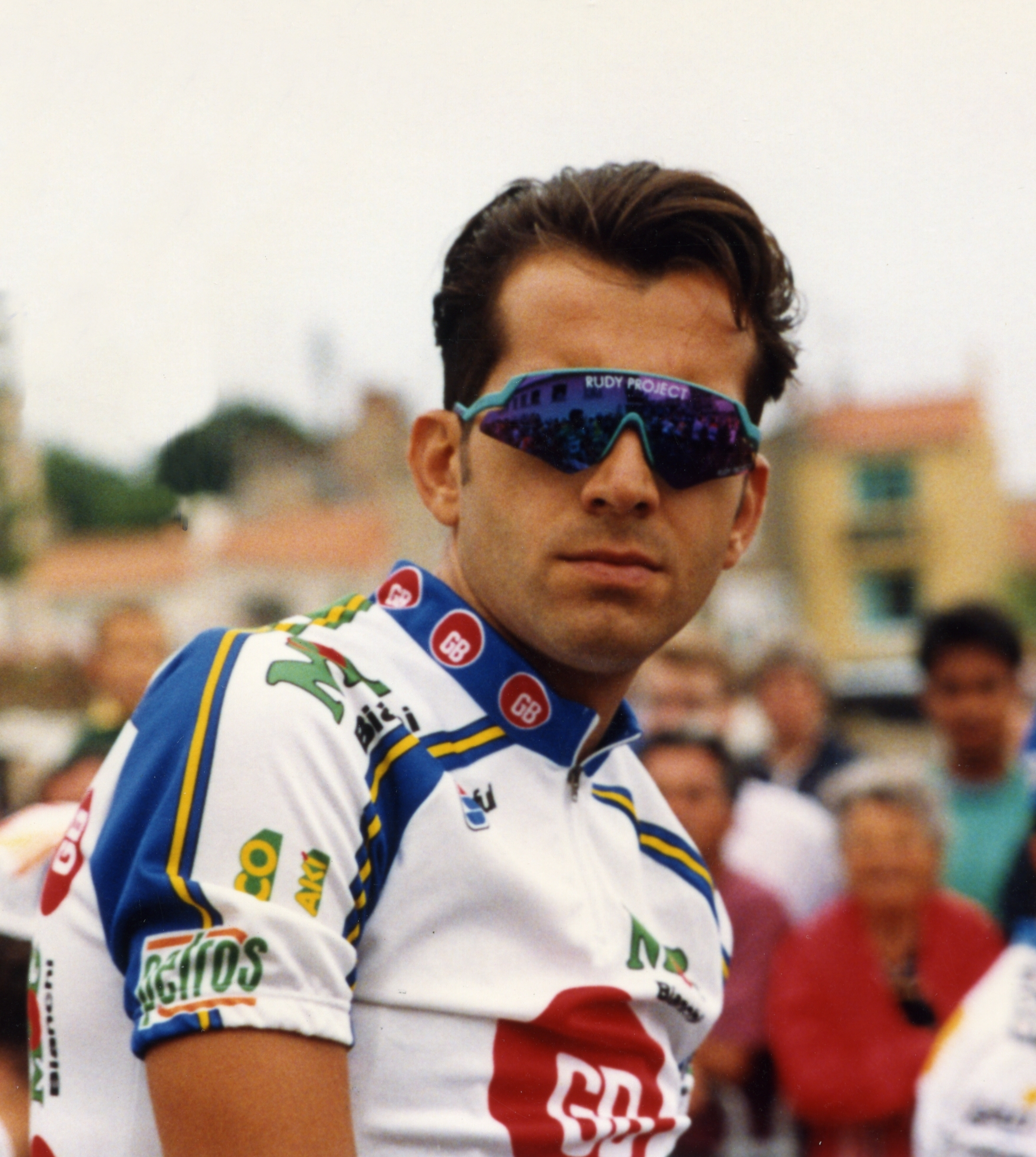
Franco Ballerini lors du Tour de France 1993

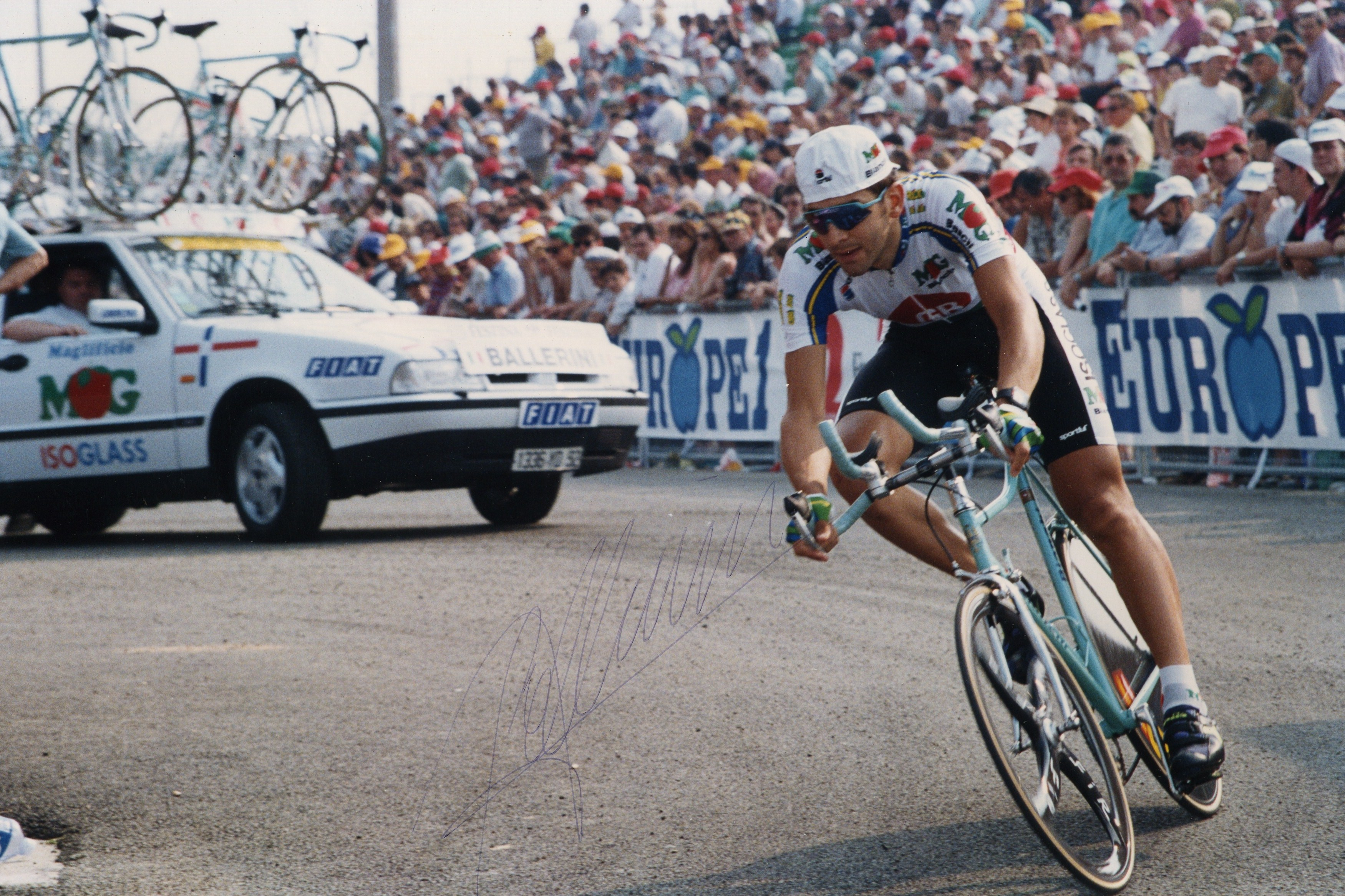
Franco Ballerini lors du Tour de France 1993

### Tour de France
3 participations
- 1992 : 115e
- 1993 : 61e, vainqueur de la 4e étape (contre-la-montre par équipes)
- 1998 : abandon (16e étape)

### Tour d'Italie
4 participations
- 1987 : 124e
- 1990 : 109e
- 1991 : non-partant (20e étape), vainqueur de la 14e étape
- 1994 : abandon (7e étape)

### Tour d'Espagne
2 participations
- 1992 : abandon (12e étape)
- 1997 : 97e